# Rykowisko (film)
Rykowisko – polski film obyczajowy z 1986 roku w reżyserii Grzegorza Skurskiego.

## Fabuła
Ministerstwo Spraw Zagranicznych otrzymuje wiadomość, że na negocjacje handlowe ma przybyć senator Caposta, Amerykanin polskiego pochodzenia. Warunkiem jego przyjazdu jest uzyskanie zgody na odstrzał wspaniałego jelenia, zaś polowanie ma prowadzić Wiktor Szałaj z leśniczówki Kosy.
Zdjęcia kręcono w Białowieży oraz w osadzie Zwierzyniec w Puszczy Białowieskiej.

## Główne role
- Roman Wilhelmi jako Wiktor Szałaj
- Sławomira Łozińska jako Baśka Szałajowa
- Franciszek Pieczka jako stary Szałaj, ojciec Wiktora
- Zbigniew Buczkowski jako nadleśniczy Siekierko „Desantowiec"
- Jan Jurewicz jako bimbrownik Jasio
- Jerzy Zygmunt Nowak jako dyplomata z MSZ, syn hrabiego
- Olgierd Łukaszewicz jako ksiądz
- Paweł Nowisz jako sierżant Józef Malec
- Bruno O’Ya jako senator Mickey Caposta
- Stanisław Brudny jako wojewoda Stanisław Gruszka